# Gilutongan
Gilutongan ist eine Insel und Barangay der Lapu-Lapu City, Provinz Cebu auf den Philippinen. Sie liegt etwa 12 km vor der Ostküste der Insel Mactan und 4 km südlich der Insel Olango, in den Gewässern der Camotes-See. Einem Seegebiet zwischen der Camotes-See und der Straße von Cebu, nordwestlich der Insel Bohol. Die Insel hat eine Fläche von circa 11,26 Hektar und wird von der Stadtgemeinde Cordova aus verwaltet. Bei der Volkszählung 2007 wurden exakt 1256 Einwohner registriert. Der Barangay Gilutongan liegt auf der Insel. Die Insel ist regional auch bekannt unter dem Namen Hilutangan.
Die Insel hat eine einem Haizahn ähnliche Form. Der etwa 630 Meter langen und ca. 820 Meter breiten Insel sind zahlreiche Korallenriffe und Seegraswiesen vorgelagert, die teilweise vom 15 Hektar großen Gilutongan Marine Sanctuary geschützt werden. Es wurde 1991 zunächst auf 11 Hektar initiiert und später auf 15 Hektar erweitert und ist ein Gemeinschaftsprojekt von USAID, dem philippinischen „Department of Environment and Natural Resources“ (DENR) und der Gemeindeverwaltung. Die geschützten Gebiete liegen an der Nordwestseite der Insel. Es wurden fünf Arten von Seegräsern gezählt. Die Korallenriffe schließen sich den Seegraswiesen an, diese beginnen sehr flach an und fallen in Steigungen von 20 bis 80 Grad in den Hilutungan Channel ab.
Die Topographie der Insel ist sehr flach ohne größere Erhebungen. Einen dichteren Pflanzenwuchs gibt es nur auf der langgestreckten nordwestlichen Inselseite. Eine Fährverbindung zur Insel besteht vom Hafen in Cordova aus, die Fahrt dauert etwa 60 Minuten.